# Baleria de Mallorca
Baleria () fue una mujer que vivió en Mallorca alrededor del siglo V, y es considerada por el obispado de Mallorca como una de las primeras cristianas de la isla de las cuales se tiene noticia. Poco se conoce de esta mujer, de la cual solo se conserva una lauda decorada con mosaico del periodo paleocristiano, en el cual se puede leer su nombre. Fue sepultada en la basílica de Son Peretó, junto con un niño, motivo por el cual se supone que participó de la comunidad cristiana vinculada a esta parroquia.

## Mosaico
El mosaico de su sepulcro se encontró en la basílica de Son Peretó, descubierta en el año 1912 por el clérigo Josep Aguiló Pinya, el cual había adquirido los terrenos y realizó excavaciones. El centro de la basílica estaba cubierto por una serie de mosaicos con motivos vegetales y geométricos, con representaciones de aves, cenefas, fajas y círculos enlazados; y entre ellos sobresale la lápida sepulcral dedicada a Baleria, que incorpora motivos de simbología cristiana (aves y cráteres) y que actualmente se puede ver en el Museo Arqueológico Municipal de Manacor.
En el mosaico se puede leer el epitafio: BAλERIA FIDELIS IN PACE VIXIT ANNIS λX TRS DE HAC VITA S D II KAλ OCTO. El texto se ha transcrito de varias maneras, y tampoco queda clara la edad de la mujer debido a que se usó un diminutivo numeral para escribir su edad, y podría referirse a 26, 60, 70 o 73.